# Награди „Оскар“ (39-а церемония)
Тридесет и деветата церемония по връчване на филмовите награди „Оскар“ се провежда на 10 април 1967 година. На нея се връчват призове за най-добри постижения във филмовото изкуство за предходната 1966 година. Събитието е проведено в „Санта Моника Аудиториум“, Санта Моника, Калифорния. Водещ на представлението отново е шоуменът Боб Хоуп.
Големият победител на вечерта е британската историческа драма „Човек на всички времена“ на режисьора Фред Зинеман с 8 номинации в различните категории, печелейки 6 награди, в това число за най-добър филм и най-добър режисьор. Сред останалите основни заглавия са драмата „Кой се страхува от Вирджиния Улф?“ на Майк Никълс, приключенската драма „Пясъчните камъчета“ на Робърт Уайз и британската трагикомедия „Алфи“ на Люис Гилбърт.
За разлика от обичайното, на тази церемония само две произведения номинирани за най-добър филм получават номинации и за най-добър режисьор.
В категорията за чуждоезични филми триумфира френският автор Клод Льолуш с филма си „Един мъж и една жена“.

## Филми с множество номинации и награди
| Долуизброените филми получават повече от 2 номинации в различните категории за настоящата церемония: - 13 номинации: Кой се страхува от Вирджиния Улф? - 8 номинации: Човек на всички времена, Пясъчните камъчета - 7 номинации: Хавай - 5 номинации: Алфи, Фантастично пътешествие - 4 номинации: Щастливата бисквитка, Момичето Джорджи, Един мъж и една жена, Руснаците идват, руснаците идват - 3 номинации: Гамбит, Евангелие по Матея, Гранд при, Професионалистите | Долуизброените филми получават повече от 1 награда „Оскар“ на настоящата церемония:. - 6 статуетки: Човек на всички времена - 5 статуетки: Кой се страхува от Вирджиния Улф? - 3 статуетки: Гранд при - 2 статуетки: Роден свободен, Фантастично пътешествие, Един мъж и една жена |

## Номинации и награди
Долната таблица показва номинациите за наградите в основните категории. Победителите са изписани на първо място с удебелен шрифт.
| Най-добър филм | Най-добър режисьор |
| --- | --- |
| - Човек на всички времена - Алфи - Руснаците идват, руснаците идват - Пясъкът се стеле - Кой се страхува от Вирджиния Улф? | - Фред Зинеман – Човек на всички времена - Микеланджело Антониони – Фотоувеличение - Ричард Брукс – Професионалистите - Клод Льолуш – Един мъж и една жена - Майк Никълс – Кой се страхува от Вирджиния Улф?                |
| Най-добра мъжка роля | Най-добра женска роля |
| - Пол Скофийлд – Човек на всички времена - Алън Аркин – Руснаците идват, руснаците идват - Ричард Бъртън – Кой се страхува от Вирджиния Улф? - Майкъл Кейн – Алфи - Стийв Маккуин – Пясъкът се стеле                                                    | - Елизабет Тейлър – Кой се страхува от Вирджиния Улф? - Анук Еме – Един мъж и една жена - Ида Каминска – Магазин на главната улица - Лин Редгрейв – Момичето Джорджи - Ванеса Редгрейв – Морган: подходящ клинически случай |
| Най-добра поддържаща мъжка роля | Най-добра поддържаща женска роля |
| - Уолтър Матау – Щастливата бисквитка - Мако Ивамацу – Пясъкът се стеле - Джеймс Мейсън – Момичето Джорджи - Джордж Сегал – Кой се страхува от Вирджиния Улф? - Робърт Шоу – Човек на всички времена                                                    | - Санди Денис – Кой се страхува от Вирджиния Улф? - Уенди Хилър – Човек на всички времена - Жослин Лагард – Хавай - Вивиан Мърчант – Алфи - Джералдин Пейдж – Вече си голямо момче                                          |
| Най-добър оригинален сценарий | Най-добър адаптиран сценарий |
| - Един мъж и една жена – Клод Льолуш и Пиер Ютерховен - Фотоувеличение – Микеланджело Антониони, Едуард Бонд и Тонино Гуера - Щастливата бисквитка – Били Уайлдър и И.А.Л. Даймънд - Хартум – Робърт Ордри - Голата жертва – Клинт Джонсън и Дон Питърс | - Човек на всички времена – Робърт Болт - Алфи – Бил Наутън - Професионалистите – Ричард Брукс - Руснаците идват, руснаците идват – Уилям Роуз - Кой се страхува от Вирджиния Улф? – Ърнeст Леман                           |
| Най-добър чуждоезичен филм | |
| - Един мъж и една жена (Франция) - Битката за Алжир (Италия) - Любовта на русокосата (Чехословакия) - Фараон (Полша) - Три (Югославия) | |